# Lindig
Lindig est une commune allemande de l'arrondissement de Saale-Holzland, Land de Thuringe.

## Géographie
| Kahla           | Seitenroda  |             |
| Kleineutersdorf | Lindig      | Oberbodnitz |
|                 | Hummelshain |             |

## Histoire
Lindig est mentionné pour la première fois en 1368.
Pendant la Seconde Guerre mondiale, 6 000 travailleurs forcés de l'usine de REIMAHG furent ensuite déportés.

## Personnalités liées à la commune
- Justinus Ehrenfried Gerhard (vers 1710-1786), facteur d'orgues
- Christian August Gerhard  (1745–1817), facteur d'orgues, fils du précédent
- Johann Christian Adam Gerhard (1780-1837), facteur d'orgues, fils et petit-fils des précédents
- Siegfried Woitzat (1933-2008), footballeur professionnel

## Source de la traduction
- (de) Cet article est partiellement ou en totalité issu de l’article de Wikipédia en allemand intitulé « Lindig » (voir la liste des auteurs).